# František Souček
František Souček (* 1878; † im 20. Jahrhundert) war ein böhmischer Leichtathlet, der an zwei Olympischen Spielen teilnahm.
Bei den Olympischen Zwischenspielen 1906 wurde er Sechster im Diskuswurf (griechischer Stil), Zehnter im Speerwurf (freier Stil) und belegte im Fünfkampf den 14. Platz. Beim Diskuswurf (freier Stil) kam er nicht unter die besten fünf.
1908 in London schied er sowohl im Diskuswurf (freier Stil) wie auch im Speerwurf (freier Stil) in der Vorrunde aus.